# Barbacenia saxicola
Barbacenia saxicola là một loài thực vật có hoa trong họ Velloziaceae. Loài này được L.B.Sm. & Ayensu miêu tả khoa học đầu tiên năm 1976.